# درجزین
دَرجَزین شهری در دهستان درجزین و بخش مرکزی شهرستان مهدی‌شهر است. این شهر در فاصله ۵ کیلومتری شمال سمنان و ۱۰ کیلومتری جنوب مهدی‌شهر قرار دارد.
درجزین به خاطر عبور آب چشمه گل رودبار از آن و داشتن چند قنات نسبتاً پرآب از آبادانی خوبی برخوردار است و زمینه‌های توسعه کمی و کیفی را دارا است. محله‌های بزرگ در درجزین که از به هم پیوستن آن‌ها درجزین به وجود آمده‌است، شامل دِه مرکزی درجزین، قاضی‌آباد، اسلام‌آباد، شاه‌بند، پشته و چهل‌تن است. برخی از میوه‌جات آن مانند انار مشهور است. بیشتر اهالی دارای مذهب شیعه دوازده‌امامی هستند.

## جمعیت
بر پایه سرشماری عمومی نفوس و مسکن در سال ۱۳۹۵ جمعیت این شهر ۵٬۹۹۷ نفر (۱٬۷۷۷ خانوار) بوده‌است.

## زبان
لهجه اهالی بومی شهر درجزین زبان سنگسری می‌باشد.

## جاهای دیدنی
یکی از بزرگترین دیدنی‌های شهر درجزین کهن‌سال‌ترین درخت چنار کشور است که با بیش از ۸۰۰ سال قدمت در مرکز شهر قرار گرفته‌است. قبرستان زرتشتی‌ها و امامزاده چهل تن نیز از دیگر آثار دیدنی درجزین است.

## ناهمواری‌ها
هرچند کوه‌های مرتفع و صخره‌ای، تقریباً از شمال درجزین آغاز می‌شود ولی خود شهر هم دارای زمین‌های گسترده و همواری نیست، بلکه تشکیل شده از تپه ماهورها و کوه‌های کوچک و تپه‌های بیشتر خاکی و همچنین دره‌های کمابیش عریض و کفه‌های کوچک تقریباً مسطحی می‌باشد. درجزین در قسمت جنوبی شهرستان و پیش از ارتفاعات آن در یک ناحیه رسوبی قرار دارد. از دید خاک‌شناسی در محدوده خاک‌های لیتوسل آهکی و در ناحیه خاک‌های بیابانی و سیرزم قرار دارد.
شهر درجزین مشهور به یاقوت سرخ استان سمنان می‌باشد که از آب و هوای نسبتاً مطلوبتری از شهر سمنان برخوردار است.